# Jordi Puntí
Jordi Puntí Garriga (Manlleu, Barcelona; 2 de julio de 1967) es un escritor, articulista y traductor español. Licenciado en Filología Románica, ha trabajado en varias organizaciones del mundo editorial.
Comenzó su carrera como autor publicando dos libros de relatos: Pell d'Armadillo (1988), con el que ganó el Premio de la Crítica Serra d'Or, y Animals tristos (2002). Anteriormente, había traducido autores como Paul Auster, Daniel Pennac o Amélie Nothomb. Publicó Maletes perdudes (2010), libro traducido a 16 idiomas con el que ganó varios premios, como el "Crítica de la narrativa catalana", el Lletra d'Or o el Premio Llibreter de narrativa En 2011 publicó Els Castellans, un volumen que agrupa varios artículos aparecidos anteriormente en la revista L'Avenç, los cuales giran alrededor de la cohabitación entre comunidades en su pueblo natal, Manlleu.
Forma parte del colectivo Germans Miranda. Ventura Pons dirigió la película Animals ferits (2006) a partir de tres narraciones del libro Animals tristos. Ha colaborado con varios medios de comunicación como L'Avenç, El País y El Periódico.

## Obra

### Narrativa
- Pell d'armadillo, (Barcelona: La Magrana), 1988. ISBN 84-8256-565-6
- Animals tristos, (Barcelona: Empúries), 2002. ISBN 84-7596-959-3
- Els Castellans, (Barcelona : L'Avenç), 2011. ISBN 978-84-8883-952-7
- Això no és Amèrica (Barcelona: Empúries), 2017. ISBN 978-84-1701-616-6

### Novela
- Maletes perdudes, Barcelona: Empúries, 2010. ISBN 978-84-9787-616-2

## Traducciones
- Daniel Pennac, Senyors nens. Barcelona : Empúries, 1998.
- Amélie Nothomb, Higiene de l'assassí. Barcelona : Columna, 1998.
- Paul Auster, Lulu on the bridge. Barcelona : Edicions 62, 1998.
- Paul Auster, Història de la meva màquina d'escriure. Barcelona : Edicions 62, 2002.

## Premios
- Premio de la Crítica de narrativa catalana, 2010: Maletes perdudes.
- Premio Llibreter, 2010: Maletes perdudes.
- Premio Lletra d'Or, 2010: Maletes perdudes.
- Premio Joaquim Amat-Piniella, 2011: Maletes perdudes.